# Línea D2 (Montevideo)
La línea D2 fue una línea diferencial de Montevideo, unía la Ciudad Vieja con la Terminal del Cerro. La ida era Terminal Cerro y la vuelta era Ciudad Vieja.

## Características
Fue creada el 7 de enero de 1992 como la segunda línea directa de Montevideo, uniendo   la Ciudad Vieja con la Curva de Grecia, en Villa del Cerro. Desde su creación fue operada en conjunto por la Compañía Cutcsa, la cooperativa Unión Cooperativa Obrera y laCooperativa de Transportes del Sur, aunque tras la disolución de esta última cooperativa en diciembre de 1992, la operación de la línea continuaría en manos de Cutcsa y de la cooperativa Ucot.
A fines del año 2020, se resolvió suprimir sus operaciones y en su lugar comenzó a funcionar una variante de la línea 124 de carácter semidirecto. Esto se comenzó a implementar luego de la emergencia sanitaria, desde comienzos del año 2021.

## Recorridos
| Ida - Colón - Buenos Aires - Liniers - San José - Andes - Mercedes - Avenida Rondeau - Valparaíso - Paraguay - La Paz - Río Negro - Rambla Sudamérica - Rambla Edison - Rambla Baltasar Brum - Accesos Hugo Batalla - Camambú - Avenida Carlos María Ramírez - Ramón Tabárez - Pedro Castellino - Zona B (Terminal del Cerro) | Vuelta - Zona C (Terminal del Cerro) - Egipto - Japón - Avenida Carlos María Ramírez - Accesos a Hugo Batalla - Rambla Baltasar Brum - Rambla Edison - Rambla Sudamérica - Rambla Franklin D. Rooselvelt - Florida - Avenida Uruguay - 25 de Mayo - Juncal - Cerrito - Colón |

## Barrios
Circulaba por los barrios: Centro, Aguada, Bella Vista, Capurro, La Teja y Cerro.